# Eperke és barátai
Az Eperke és barátai (eredeti cím: Strawberry Shortcake) 2005-től 2010-ig futott amerikai-kanadai televíziós 2D-s számítógépes animációs sorozat, amelynek alkotói Those Characters, From Cleveland és American Greetings. A zeneszerzői Andy Street, Judy Rothman Rofe, Nick Brown, Sandy Powell, Michael Hirsh, Toper Taylor, Amy Sprecher és Erin Wanner, a producerei Karren Brown és Erin Wanner. A tévéfilmsorozat a DIC Entertainment, a Cookie Jar Entertainment és a Discovery Kids gyártásában készült, a Ready Set Learn forgalmazásában jelent meg. Műfaját tekintve filmvígjáték-sorozat, kalandfilmsorozat és filmdráma-sorozat. A sorozathoz készült egy folytatás Eperke legújabb kalandjai címmel. Korábban már több animációs sorozat is készült Eperke címmel, legelőször az 1980-as években. Közben animációs film is készült Eperke – Határ a csillagos ég! címmel. Amerikában 2003. március 11. és 2008. syeptember 11.-e között a The Learning Channel sugározta. Magyarországon a Minimax adta.

## Ismertető
Eperke egy kedves aranyos kislány, aki sok kalandot él át. A testvérének, Almababának az első szülinapjára partyt szeretne rendezni. Elindul, hogy ami egy kiváló ünneplésre fontos, azt mind beszerezze. Távoli vidékekre jut el ezen az úton, az Epreskert rejtett és varázslatos zugaiba. Sok új barátokra is lel. Pl. Narancsvirágra, Karamellára, Édes Mézesre és még sok jó barátra. Még érdekes kalandja, amikor neki is be kell gyűjtenie a meglepetéseket karácsonyra a barátainak. Habcsókkal együtt indulnak útra. A "Meglepetés Földet" szeretnék megkeresni, hogy összegyűjtsék Almababának, Narancsvirágnak, Karamellának, Édes Mézesnek és Puffancsnak, az ajándékaikat. Rengeteg sok kalandjuk után megtapasztalják, hogy a barátság, a legszebb a világon.

## Szereplők
- Eperke (Strawberry Shortcake) – A sorozat főszereplője. Amikor eljutott Epreskert távoli, rejtett és varázslatos zugaiba, sok barátra talált. Van két háziállata is, egy kutya és egy macska, akiknek neve Süti és Sodó. Makacs, nem mindig jó szivü. A macskája nem szereti annyira a kutyáját. A kedvenc étele müzli. És a kedvenc itala a menta szörp.

- Almababa / Almapitetündér (Apple Dumplin) – Eperke húga. Először meg akart tanulni sütit sütni, de rádöbbent, hogy mégis jobb, ha megvárja, amíg nagy lesz, hogy megtanuljon sütni. Egy részben tündérként megmentette Eperke hercegnőt, Almapitetündér néven.
- Limonádé / Citromtorta (Lemon Meringue) – Eperke jó barátja. A nagy alma városban találkozott először Eperkével. Szépséges külsejű és híres modell. Egy békát szeretne háziállatnak. Egyszer a fodrásza elrontotta a haját és befestette sárgára.
- Citromcsillag (Lime Light) – Eperke egyik barátja. Már egész kisgyermek korában szeretett Eperkével játszani. Nagyon felkapott híres sztárrá vált Filmvárosában. E közben kicsit beképzeltté és önteltté is vált, ami a karrierje rovására is mehetett. Saját problémái miatt másokat hibáztatott és nem volt képes beismerni, hogy vele van a gond, a kibírhatatlan viselkedése miatt. Eperkének köszönhetően beismerte, hogy milyen önzően és tapintatlanul viselkedett az utóbbi időben. Utána megígérte, hogy nem tesz ilyent a barátaival szemben. (A Madeline új kalandjai című sorozatból, Sugar Dimples – Cukor szerepét átvéve, alakított hasonló szerepet)
- Karamella (Angel Cake) – Eperke egyik barátja. Udvarias viselkedésű, de túlságosan is. Szeret hárfán játszani. Egy fényudvar alakú fejpántot hord. Szereti a cukorkát és a fagylaltot.
- Narancsvirág (Orange Blossom) – Eperke egyik barátja. A városi művész. Eperkével, akkor találkozott először, amikor Alma városban tett kirándulást. Ellátta Epreskert minden lakosát egy kedvenc háziállattal. A házi állata egy lepke, akinek neve Marmalade.
- Mandarin (Tangerina Torta) – Eperke egyik barátja. Szereti a természetet és egy faházban él, egy buja trópusi erdőben. A háziállata egy majom, akinek neve Bongó Banán.
- Barackíz (Apricot) – Eperke egyik barátja. Eperkével és a barátaival, akkor találkozott először, amikor korcsolyáztak télen a jégen. Meglátták, hogy figyelt rájuk és követték, ahogy elment onnan. Azt állította magáról, hogy jól tud korcsolyázni, de mivel mégsem akart, ezért úgy tett, hogy megsérült és nem tud korcsolyázni. Megfeledkezett magáról, hogy szimulálnia kell és egy mozdulatot tett, amivel aztán lebukott és rájöttek, hogy mégse sérült meg. Ekkor elmesélte, hogy így próbált meg barátkozni velük. De rájött, hogy ez mégse volt jó ötlet. Ezek után jóvá tette, amit elkövetett és végül megtanították korcsolyázni. Almavárosban jót játszottak. Van egy házi nyula, akinek neve Hopsalot.
- Áfonya (Blueberry Muffin) – Eperke egyik barátja. Először kissé feledékeny volt. Egy napon Epreskertben járt. Eperkével és a többiekkel barátkozni próbált, de először kicsit tartottak tőle, mert valami rosszat láttak benne, de mégis jó barátok lettek. Van egy egere, akinek neve Cheescake.
- Szilvapuding (Plum Pudding) – Eperke egyik barátja. Tanácsadó és zseni a csoportban. A házi állata egy bagoly, akinek neve Elderberry.
- Málnahab (Raspberry Tart) – Eperke egyik barátja. Először durván bánt a többiekkel, mert nem ismerte az illemet, de Eperkének köszönhetően megtanulta, hogy kell illedelmesen viselkedni. A házi állata egy majom, akinek neve Rhubarb.
- Mirelit Málna (Frosty Puff) – Eperke egyik barátja. Sokatmondó és forrószívű. Egy hűvös, jeges helyen él.
- Banánfagyi (Banana Candy) – Eperke jó barátja. Banánvárosban él magányosan, ahol egymaga végezte az összes munkát. Amikor a többiek autója elromlott, felajánlotta, hogy megjavítja az autójukat. Eközben láttak, hogy az étteremben is kiszolgálja a társaságot és nem csinálja egy hamar, amit ígért.
- Csokikrém (Crepes' Suzette) – Eperke egyik barátja. Szeret a szabadban mozogni. Működtetett egy divatos butikot a város szívében.
- Cseresznye (Cherry Cuddler) – Eperke egyik barátja. Barátságot köt a többiekkel. A házi állata egy liba, akinek neve Gooseberry.
- Körtetorta (Watermelon Kiss) – Eperke egyik barátja. Szereti a nyarat, a napos időt és a kényelmet.
- Kókuszkuglóf (Coco Calypso) – Eperke egyik barátja. Levelezett Eperkével egy tengerpartól. A partján eltűntek a kókuszdiói. Eperkével derítették ki, hogy szomszédja Pillecukor vitte el. De mivel nem rossz akarattal tette, ezért megbocsátották a tettét.
- Szivárványturmix (Rainbow Sherbet) – Eperke egyik barátja. Egyszer egy félre értés miatt, el akarta hagyni Epreskertet. Eperke a barátaival volt egy jó ötletük, amivel meggyőzték, hogy ne menjen el.
- Mentaszörp (Peppermint Fizz) – Eperke jó barátja. Jól tud trombitán játszani. Egyszer Puffancs ötletére bedugták a trombitáját és Szivárványturmix játszott helyette. Ezzel akarták elnyerni az önbizalmát, de ez nem vezetett jóra. Eperkének köszönhetően mégis elnyerte önbizalmát. Egyszer megpróbált polgármesterként dolgozni, de nem tudta elvégezni, ezért lemondott róla. Édes Mézes egyszer képzeletében egy űrutazást tett, de ezen az utazáson csak egy váratlan pillanat következtében vett részt. Szereti a társaságot de néha elég hiányos. Mindent túlreagál. Egyszer úgy akarta elnyerni Eperke kertjét, hogy mindenben csalt. Néha túl beképzelt hogy nem ő a legjobb de hamar rájön és Már kedvesebb mindenkivel. Zöld szeme van piros pólót hord fehér farmernadrággal rózsaszín cipővel. Van egy házi állata Kóla. Ért mindenhez de nem mindig megértő. Szeret mindenben a legjobb lenni. Érti a New York-i stílust.

- Szedertündér (Brambleberry Fairy) – Eperke egyik barátja. Egy részben tündérként látható, Szedertündér névvel. Varázsport szórt Eperke hercegnő szemére, amellyel elaltatta. Majd Almababa ebben a részben Almapitetündér néven tűnt fel és feloldotta ezt az átkot. Ezek után Szedertündér is megbánta, amit tett, de végül kibékültek a tündérek vele, mert beismerte, hogy rosszat tett.
- Tealevél (Tea Blossom) – Eperke egyik barátja. A barátait Szívesen kínálja sütivel, keksszel és teával. Egy kisváros közelében lakik. A házi állatta egy panda, akinek neve Marza és mindig a kedvenc háziállata marad.
- Édes Mézes (Ginger Snap) – Eperke egyik barátja. Szakértő a feltalálásban és szállításban. A cifra gyárban dolgozik. A háziállata egy mókusa, akinek neve Chocolate Chipmunk.
- Pillecukor (Seaberry Delight) – Eperke egyik barátja. Kókusz Kuglóf szomszédja és vad gyümölcsöket vásárol tőle.
- Búzafalat (Carmel Corn) – Eperke egyik barátja. Szorgalmas lány és egy farmon dolgozik. Pástétom a farmját el akarta venni tőle, hogy egy gépjárműparkolót építsen oda. Eperkének és barátainak köszönhetően Pástétomnak ez a terve füstbe ment.
- Eni (Annie Oatmeal) – Eperke egyik barátja. Egy tanyán él. Egyszer Eperkét és Karamellát felfogadta munkatársainak. Jól tud lovagolni.
- Puffancs – Eperke egyik barátja. Egy nagyon tehetséges fiú.
- Süti – Eperke kiskutyája, sokáig nem tudott beszélni csak ugatni, de későn megtanult beszélni is.
- Sodó – Eperke kiscicája, már korán megtanult beszélni is nem csak nyávogni.
- Savanyú Szőlő – Öreg néni, aki Pite Papa / Pástétom nővére. Öccse mellett áll a rossz tervekben, de nem mindig a legsikeresebbek az ötletei.
- Pite Papa / Pástétom – Öreg bácsi, aki Savanyú szőlő öccse. Mindig valami olyan ötletet forgat a fejében, amivel Eperkének és barátainak rosszat csinál, de végül Eperkének köszönhetően egy drámai előadás során békét kötnek vele és jót tesznek neki.

## Magyar hangok
- Talmács Márta – Eperke
- Kántor Kitty – Eperke (énekhang)
- Orosz Anna – Habcsók
- Németh Kriszta – Sodó
- Kilényi Márk – Puffancs
- Ungvári Zsófia – Almababa, Mentaszörp
- Kossuth Gábor – ?
- Lamboni Anna – ?
- Tamási Nikolett – Édes Mézes
- Mánya Zsófia – Karamella, Szedertündér
- Bogdányi Titanilla – Narancsvirág
- Grósz András – ?
- Molnár Ilona – Málnahab
- Kardos Eszter – Limonádé

## Epizódok
1. Ismerd meg Eperkét!
2. Eperke karácsonya
3. Eperke megkeresi a tavaszt
4. Eperke és a mesék napja
5. A játék a fontos
6. Kalandok Jégkrémszigeten
7. A kedvencek kedvence
8. Holdfényes rejtély
9. Jelmezbál
10. Tengerparti parti
11. Barátaink a világban
12. Epres tündérmesék
13. Vidám főzőcske
14. Epervirág fesztivál
15. Táncra fel
16. Távoli tájakon
17. Ha megnövünk
18. Falusi mókák
19. Szóljon a zene!
20. És boldogan éltek...
21. Óz epres birodalmában
22. Ki lesz a sztár?